# Phulwari Sharif
Phulwari Sharif ist eine Stadt im Bundesstaat Bihar im Osten Indiens. Sie ist Teil des Distrikt Patna. Phulwari Sharif hat den Status eines City Council (Nagar parishad). Die Stadt ist in 28 Wards gegliedert. Sie ist Teil der Agglomeration von Patna.
Die Stadt gilt als ein Zentrum des indischen Sufismus.

## Demografie
Die Einwohnerzahl der Stadt liegt laut der Volkszählung von 2011 bei 81.740. Phulwari Sharif hat ein Geschlechterverhältnis von 908 Frauen pro 1000 Männer und damit einen für Indien üblichen Männerüberschuss. Die Alphabetisierungsrate lag bei 79,5 % im Jahr 2011. Knapp 57 % der Bevölkerung sind Muslime, ca. 43 % sind Hindus und weniger als 1 % gehören anderen Religionen an. 14,9 % der Bevölkerung sind Kinder unter 6 Jahren. 8,0 % der Bevölkerung sind Teil der Scheduled Castes.

## Infrastruktur
Die Stadt liegt am National Highway 139 und verfügt dazu über einen eigenen Bahnhof.